# Skąpe (powiat słupecki)
Skąpe – wieś w Polsce położona w województwie wielkopolskim, w powiecie słupeckim, w gminie Strzałkowo.
W latach 1975–1998 miejscowość położona była w województwie konińskim.

## Zabytki

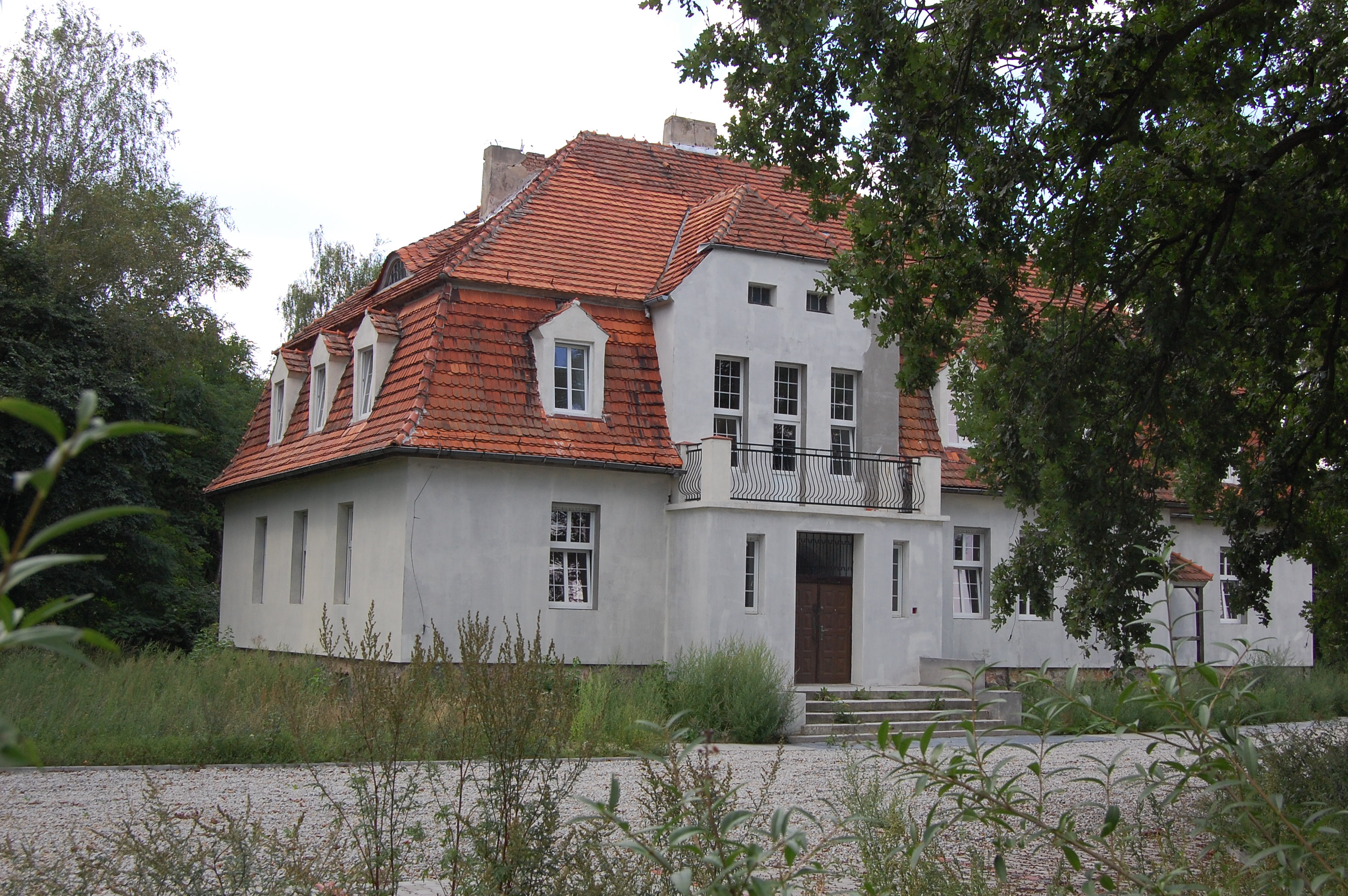
Dwór w Skąpem z 1910

We wsi znajduje się zespół dworski wpisany do krajowego rejestru zabytków pod nr rej.: 425/167 z 4.09.1989 r. Składa się z: dworu z 1910 roku i parku z przełomu XIX i XX w. Utworzony z inicjatywy ówczesnego właściciela Pawła Zakrzewskiego. Po II wojnie światowej w budynku funkcjonowała szkoła podstawowa. Od 2000 r. obiekt stał się własnością prywatną.
Dwór jest budynkiem murowanym, wzniesionym na rzucie zestawionych dwóch prostokątów o zróżnicowanej wielkości, wzbogaconym niesymetrycznie usytuowanymi ryzalitami, nakrytym wysokim dachem mansardowym.